# 飯田隆昭
飯田 隆昭（いいだ たかあき、1936年1月15日 - 2019年5月12日）は、日本の英文学者、翻訳家。専門はアメリカ文学、特に20世紀の詩。三重大学名誉教授、大東文化大学名誉教授。

## 人物
東京生まれ。早稲田大学大学院修士課程修了。三重大学助教授、教授をへて、2001年定年、名誉教授、大東文化大学教授となり、2006年定年退任、名誉教授。
米国20世紀の詩が専門。ウィリアム・S・バロウズ、フィリップ・K・ディックなど、前衛的な文学及びSFの翻訳もした。山形浩生は飯田の翻訳を批判して、飯田訳作品の改訳を行っている。
2019年5月12日、肺がんのため東京都中野区の病院で死去。83歳没。

## 共編
- 『日本語になった外国語辞典』（山本慧一共編、集英社） 1983

## 翻訳
- 『巨大な部屋』（E・E・カミングス、思潮社、現代の芸術双書） 1963
- 『ブルジョワ・ボヘミアンたち』（ウィンダム・ルイス、思潮社、現代の芸術双書） 1966
- 『ロリータ・コンプレックス』（ラッセル・トレイナー、太陽社、太陽選書） 1969
- 『クール・クールLSD交感テスト』（トム・ウルフ、太陽社、太陽選書） 1971
- 『大統領の心を持つ男』（テッド・オールビュリー、集英社） 1980
- 『ヨナ・キット』（イアン・ワトスン、サンリオSF文庫） 1986
- 『フローズン・ミュージック』（フランシス・キング、福武書店） 1991
- 『ウォー・フィーバー 戦争熱』（J・G・バラード、福武書店） 1992、のち改題『第三次世界大戦秘史』（福武文庫）
- 『ウィリアム・バロウズ 視えない男』（バリー・マイルス、ファラオ企画） 1993
- 『雨は降るがままにせよ』（ポール・ボウルズ、思潮社） 1994
- 『ループ・ガルー・キッドの逆襲』（イシュメール・リード、ファラオ企画） 1994
- 『叶えられた祈り』（スウェイン・ウルフ、角川春樹事務所） 1998
- 『ダイヤモンド・スカイのもとに サンフランシスコ - ヘイト・アッシュベリー 1965 - 1970』（バーニー・ホスキンズ、太陽社） 2002
- 『農家の娘』（ウィリアム・カーロス・ウィリアムズ、太陽社） 2003
- 『ヘルズ・エンジェルズ 地獄の天使たち 異様で恐ろしいサガ』（ハンター・S・トンプソン、国書刊行会） 2010
- 『ザ・ヒッピー フラワー・チルドレンの反抗と挫折』（バートン・H・ウルフ、国書刊行会） 2012
- 『オールド・ドクター ウィリアム・カーロス・ウィリアムズ短編集成』（ウィリアム・カーロス・ウィリアムズ、国書刊行会） 2015

### ウイリアム・S・バロウズ
- 『麻薬書簡』（ウイリアム・バロウズ, アレン・ギンズバーグ、諏訪優共訳、思潮社、現代の芸術双書） 1966
- 『爆発した切符』（ウイリアム・S・バロウズ、サンリオSF文庫） 1979
- 『シティーズ・オブ・ザ・レッド・ナイト』（バロウズ、思潮社） 1988
- 『デッド・ロード』（バロウズ、思潮社） 1990
- 『ウエスタン・ランド』（バロウズ、思潮社） 1991
- 『ア・プークイズヒア』（バロウズ、ファラオ企画） 1992

### フィリップ・K・ディック
- 『死の迷宮』（フィリップ・K・ディック、サンリオSF文庫） 1979
- 『暗闇のスキャナー』（フィリップ・K・ディック、サンリオSF文庫） 1980
- 『戦争が終り、世界の終りが始まった』（フィリップ・K・ディック、晶文社） 1985
- 『小さな場所で大騒ぎ』（ディック、晶文社） 1986
- 『フィリップ・K・ディックのすべて ノンフィクション集成』（ディック、ローレンス・スーチン編、ジャストシステム） 1997

## 参考
- http://bookweb.kinokuniya.co.jp/htm/4336054533.html
- 飯田隆昭教授略歴 (飯田隆昭教授 退任記念号) 大東文化大学英米文学論叢 2006-03